# Georges Bordonove
 (mai 2012).
Si vous disposez d'ouvrages ou d'articles de référence ou si vous connaissez des sites web de qualité traitant du thème abordé ici, merci de compléter l'article en donnant les références utiles à sa vérifiabilité et en les liant à la section « Notes et références ».
Georges Bordonove est un écrivain et biographe français, né le 25 mai 1920 à Enghien-les-Bains (aujourd'hui dans le Val-d'Oise) et mort le 16 mars 2007 à Antony (Hauts-de-Seine).

## Biographie
Georges Charles Alphonse Bruno Bordonove naît le 25 mai 1920 à Enghien-les-Bains (alors en Seine-et-Oise).
Il a reçu plusieurs prix littéraires : de l’Académie française, pour son roman Les Quatre Cavaliers et pour son étude historique Les Marins de l'An II, ainsi que la bourse Goncourt du récit historique pour Le Naufrage de « La Méduse ». Il a été membre du comité de soutien du mouvement L’Unité capétienne, où l'on trouve les noms de Marcel Jullian, André Castelot, Gonzague Saint-Bris, Jean Dutourd et Reynald Secher.
Il est l'auteur de nombreux ouvrages de vulgarisation historique destinés au grand public. Dans l’article nécrologique du Monde paru le 20 mars 2007, Philippe-Jean Catinchi, porte sur lui cette appréciation : « Malgré une vision rarement conforme à l’état de la recherche historique, le public est au rendez-vous » et, un peu plus loin : « On signalera encore ses contributions à une autre collection grand public, d’une rigueur scientifique aléatoire au fil des décennies, La Vie quotidienne, éditée chez Hachette. ».
Georges Bordonove a été un écrivain prolifique dont l'œuvre se partage entre romans historiques et récits historiques. Ses biographies, comme celles des rois de France, se caractérisent par des chapitres courts, denses, riches en détails, comprenant une accumulation de noms, ainsi que des conversations parfois en vieux français (avec des traductions). Chaque récit est animé d'un désir de donner une image complète de sa vie et de sa pensée, accompagnés d’un humour astucieux,. Si les textes peuvent parfois sembler verser dans l'hagiographie, cette complaisance de l'auteur, sans beaucoup nuire à la valeur historique des récits, les rend en revanche souvent plus vivants.
Georges Bordonove a également été un peintre, notamment de natures mortes.
Il meurt le 16 mars 2007 à Antony (Hauts-de-Seine) ; sa sépulture se trouve sur l’île d'Oléron, au cimetière du Château-d'Oléron.

## Œuvres

### Histoire de France

#### CollectionLes Grandes Heures de l'Histoire de France, chezPygmalion/ Gérard Watelet
- Les Croisades et le royaume de Jérusalem, 1992.
- La Tragédie cathare, 1991.
- La Tragédie des Templiers, 1993.
- Jeanne d'Arc et la Guerre de Cent Ans, 1994.
- Richelieu tel qu'en lui-même, 1997.
- Mazarin, le pouvoir et l'argent, 1996.
- Talleyrand : prince des diplomates, 1999.
- Louis XVII et l'énigme du Temple, 1995.
- Napoléon, 1978.
- Napoléon III, 1998.

#### CollectionLes Rois qui ont fait la Francechez Pygmalion / Gérard Watelet

##### SérieLes Précurseurs
- Clovis et les Mérovingiens, 1988.
- Charlemagne : empereur et roi, 1989.

##### SérieLes Capétiens
- Hugues Capet, le fondateur, 1986.
- Philippe Auguste : le Conquérant, 1983.
- Saint Louis : roi éternel, 1984.
- Philippe le Bel : roi de fer, 1984.

##### SérieLes Valois
- Jean le Bon et son temps, Paris, Ramsay, 1980 (réédition Pygmalion, 2000, sous le titre Jean II : le Bon).
- Charles V le Sage, 1985.
- Charles VI le roi fol et bien-aimé, 2006.
- Charles VII le Victorieux, 1985.
- Louis XI, le diplomate, 1986.
- Louis XII, le père du peuple, 2000.
- François Ier, le Roi-Chevalier, 1987.
- Henri II, roi gentilhomme, 1987.
- Charles IX : Hamlet couronné, 2002.
- Henri III roi de France et de Pologne, 1988.

##### SérieLes Bourbons
- Henri IV le Grand, 1981.
- Louis XIII le Juste, 1981.
- Louis XIV : Roi-Soleil, 1982.
- Louis XV : le Bien-Aimé, 1982.
- Louis XVI : le Roi-Martyr, 1983.
- Louis XVIII : le Désiré, 1989.
- Charles X : dernier roi de France et de Navarre, 1990.
- Louis-Philippe : roi des Français, 1990.

### Autres ouvrages historiques
- Vercingétorix, Paris, Club des libraires de France, 1959 (rééditions : Paris, Pygmalion, 1978 et 1997).
- Les Templiers, Paris, Fayard, 1963 (réédition : 1977).
- La Guerre de Vendée, Paris, Julliard, 1964.
- Les Rois fous de Bavière, Paris, R. Laffont, 1964.
- Le Roman du Mont Saint-Michel, douze siècles de foi, d'art et d'histoire, Paris, R. Laffont, 1966.
- Prestiges de la Vendée, Paris, France-Empire, coll. « Histoire et terroirs », 1968.
- La Guerre de Six Cents Ans, Paris, R. Laffont, 1971.
- Mandrin, Paris, Hachette, 1971.
- Histoire du Poitou, Paris, Hachette, 1973.
- Le Naufrage de La Méduse, Paris, éd. R. Laffont, coll. « Les Ombres de l’histoire », 1973, 333 p., in-8°. — Contient une bibliogr.
- Les Marins de l'an II, Paris, R. Laffont, 1974.
- La Vie quotidienne en Vendée pendant la Révolution, Paris, Hachette, coll. « La Vie quotidienne », 1974 [7].
- L’Affaire de La Méduse, [s. l.], [s. n.], [1975], 64 p., tapuscrit in-8°. — version radiophonique (réal. par Anne Lemaître) du procès intenté au capitaine Hugues Duroy de Chaumareys. Diffusion sur France Culture le 20 mars 1975. Ce texte semble n’avoir jamais été imprimé.
- Grands mystères et drames de la mer, Paris, Pygmalion, 1975.
- La Vie quotidienne des Templiers au XIIIe siècle, Paris, Hachette, coll. « La Vie quotidienne », 1975.
- Foucquet, coupable ou victime ?, Paris, Pygmalion, 1976 (rééditions diverses).
- Jacques Cœur et son temps, Paris : Pygmalion, 1977.
- La Vie quotidienne de Napoléon en route vers Sainte-Hélène, Paris, Hachette, coll. « La Vie quotidienne », 1977.
- Histoire secrète de Paris, Paris, Albin Michel, 1980, 2 volumes.
- Émile Mangenot (1910-1991), Bagnoles-de-l'Orne, Y. Mangenot, 1991, 127 p.

### Essais
- Henry de Montherlant, essai suivi de Textes choisis et d'un fragment de 'Port-Royal' de Henry de Montherlant…, Paris, Éditions universitaires, coll. « Classiques du XXe siècle », no 18, 1954. 146 p.
- Molière génial et familier, Paris, R. Laffont, 1967 (réédition Pygmalion, 2003, sous le titre Molière).
- Molière, ouvrage en collaboration, Paris, Hachette-Réalités, 1976.

### Romans
- La Caste, Paris, Julliard, 1952 (réédition Paris : Livre de poche, 1993).— Forme avec Les Armes à la main et Chien de feu un triptyque mettant en scène la famille du Chablun aux XVIIIe et XIXe siècles dans leur propriété du Puy-Chablun en Bocage bressuirais.
- Pavane pour un enfant, Paris, Julliard, 1953 (réédition Paris : Pygmalion, 1996)
- Les Armes à la main, Paris, Julliard, 1955 (réédition Paris : Pygmalion, coll. « Les Dames du lac », 1993. 319 p.)
- Le Bûcher, Paris : Julliard, 1957, 255 p. (réédition Paris : Pygmalion, 1990. 335 p.)
- Deux cents chevaux dorés, Paris, Julliard, 1958, 271 p. (réédition Paris : Pygmalion, 1992).— prix des Libraires 1959.
- L'Enterrement du comte d'Orgaz, Paris, Julliard, 1959. 239 p. (réédition Pygmalion, 1999, sous le titre L'Infante de Tolède : l'Enterrement du comte d'Orgaz)
- Les Tentations, Paris, Julliard, 1960. 351 p.
- Gilles de Rais, Paris, Club des éditeurs, 1961 (réédition : Paris, Pygmalion, coll. « Bibliothèque infernale », 2001).
- Requiem pour Gilles, Paris, Julliard, 1961, 248 p.— roman consacré à Gilles de Rais.
- Les Quatre cavaliers, Paris, Julliard, 1962. 299 p.
- Chien de feu, Paris, Julliard, 1963, 261 p. (plusieurs rééditions, dont l'une sous le titre Le vieil homme et le loup, Paris : Pygmalion, 1985. 256 p. et Paris : Montbel, 2011. 312 p.) – prix Bretagne 1963
- Les Atlantes, Paris, R. Laffont, 1965. 368 p. (réédition Paris : Le Livre de Poche, no 3357, 1972. 382 p.)
- Les Lances de Jérusalem, Paris, R. Laffont, 1966 (réédition Paris : Pygmalion, 1994)
- La Toccata, Paris, R. Laffont, 1968. 343 p.
- Guillaume le Conquérant, roman, Paris, R. Laffont, coll. « Plein vent » no 52, 1969. 253 p.
- Le Chevalier du Landreau, Paris, R. Laffont, 1970. 352 p.
- Le Dernier Chouan, Paris, Pygmalion, 1976. 310 p. (réédition 2000)
- Les Survivants de l'Atlantide, Paris, Pygmalion, 1995. 329 p.

### Genre indéterminé
- Mémoires de chat, Paris : Pygmalion, 2002. 173 p.

## Récompenses et distinctions
Georges Bordonove a bénéficié des distinctions et prix suivants :
- officier de la Légion d'honneur (1996)[8] ;
- bourse Goncourt du récit historique ;
- prix des Libraires 1959 ;
- prix Bretagne 1963 ;
- prix Jules-Davaine (1963) et prix Broquette-Gonin (1975) de l'Académie française.

## Pour approfondir